# La Selle-en-Hermoy
La Selle-en-Hermoy település Franciaországban, Loiret megyében. Lakosainak száma 778 fő (2022. január 1.). La Selle-en-Hermoy Thorailles, Amilly, Chantecoq, La Chapelle-Saint-Sépulcre, Chuelles, Courtemaux, Louzouer, Saint-Firmin-des-Bois és Saint-Germain-des-Prés községekkel határos.

## Népesség
A település népességének változása:
| Lakosok száma | 387  | 463  | 515  | 734  | 830  | 843  | 810  | 788  | 781  | 778  |
|               | 1968 | 1982 | 1990 | 2006 | 2013 | 2015 | 2017 | 2019 | 2020 | 2022 |